# Organisation des travailleurs unis du Congo
L'Organisation des travailleurs unis du Congo (OTUC) est l'une des plus puissantes des confédérations de syndicats congolais.